# Storkau, Stendal
Storkau là một đô thị thuộc huyện Stendal, bang Sachsen-Anhalt, Đức. Đô thị Storkau, Stendal có diện tích 9,59 km², dân số thời điểm ngày 31 tháng 12 năm 2006 là 164 người.